# Blížejov
Blížejov település Csehországban, a Domažlicei járásban. Blížejov Hradiště, Kanice, Zahořany, Milavče, Koloveč, Horšovský Týn, Osvračín és Meclov településekkel határos. Lakosainak száma 1638 fő (2024. január 1.).

## Népesség
A település lakosságának változását az alábbi diagram mutatja:
| Lakosok száma | 1713 | 1812 | 1960 | 1467 | 1200 | 1036 | 1490 | 1535 | 1569 | 1638 |
|               | 1869 | 1890 | 1921 | 1950 | 1980 | 2001 | 2017 | 2019 | 2022 | 2024 |